# Епархия Карнулу
Епархия Карнулу (лат. Dioecesis Kurnoolensis) — епархия Римско-Католической церкви c центром в городе Карнулу, Индия. Епархия Карнулу входит в митрополию Хайдарабада. Кафедральным собором епархии Карнулу является церковь Пресвятой Девы Марии Лурдской. В Карнулу также находится сокафедральный собор святой Терезы.

## История
12 июня 1967 года Римский папа Павел VI издал буллу Munus apostolicum, которой учредил епархию Карнулу, выделив её из епархии Неллора.

## Ординарии епархии
- епископ Joseph Rajappa (12.06.1967 — 18.01.1988) — назначен епископом Кхаммама;
- епископ Mathew Cheriankunnel (18.01.1988 — 16.07.1991);
- епископ Johannes Gorantla (6.12.1993 — 20.01.2007);
- епископ Энтони Пула (8.02.2008 — 19.11.2020);

## Источник
- Annuario Pontificio, Ватикан, 2007
- Булла Munus apostolicum  (лат.)